# Великоголови
Великоголови (Phymatinae) — підродина клопів з родини редувіїди (Reduviidae). Налічує 200 видів, з яких тільки два види трапляються в Європі.

## Опис
Клопи досягають в довжину 8-12 мм. Стегна передніх ніг дуже потовщені і розширені, гомілки передніх ніг шаблеподібні, вдвічі коротше стегон.